# 寇讃
寇 讃（こう さん、363年 - 448年）は、前秦から北魏にかけての官僚。字は奉国。本貫は上谷郡昌平県。後漢の雲台二十八将の一人である雍奴威侯寇恂の曾孫の寇栄の末裔という。寇謙之の兄にあたる。

## 経歴
前秦の東萊郡太守の寇脩之の子として生まれた。前秦の僕射の韋華に見出されて交友し、韋華が馮翊太守となるとその功曹として召された。後に襄邑県令に任じられた。後秦が滅亡すると、北魏に帰順した。綏遠将軍・魏郡太守に任じられた。関中の民1万戸あまりが北魏の河南郡・滎陽郡・河内郡に逃亡してくると、寇讃は安遠将軍・南雍州刺史に任じられ、軹県侯に封じられて、雍州の郡県の治所を洛陽に立て、流民の庇護につとめた。河南公の爵位を受け、安南将軍の位を加えられ、刺史のまま護南蛮校尉を兼ねた。州にあること17年、老年のために引退を願い出て致仕した。448年（太平真君9年）、死去した。享年は86。諡は宣穆といった。

## 逸話
寇讃の地位が低かったころ、人相見の唐文が寇讃の顔相を見て、「君の額の上にほくろがあり、位は方伯封公に上るでしょう」と占った。寇讃が出世すると、唐文は民の礼で拝謁して、「公は私のむかしの言葉を覚えていらっしゃるでしょうか。過日私は公が貴くなられることを知っておりましたが、私自身が公の統治する州の民となることを知りませんでした」と言った。そこで寇讃は「むかし卿は杜瓊が官途につくことはないと言ったが、人々はみな信じなかった。杜瓊が盩厔県令に選ばれたときも、卿は顔相の中に見えないと言った。はたして杜瓊は突然の病のために、任を受けないうちに亡くなった。このため自分が必ず公に上ることを確信したのだ」と言って、唐文に衣服と良馬を与えた。

## 子女
- 寇元宝（? - 453年、河南公、豫州別駕）
- 寇虎皮
- 寇臻（? - 505年、字は仙勝、弘農郡太守、振武将軍・比陽鎮将、建威将軍・郢州刺史）

## 伝記資料
- 『魏書』巻42 列伝第30
- 『北史』巻27 列伝第15